# Християнство в Аргентині

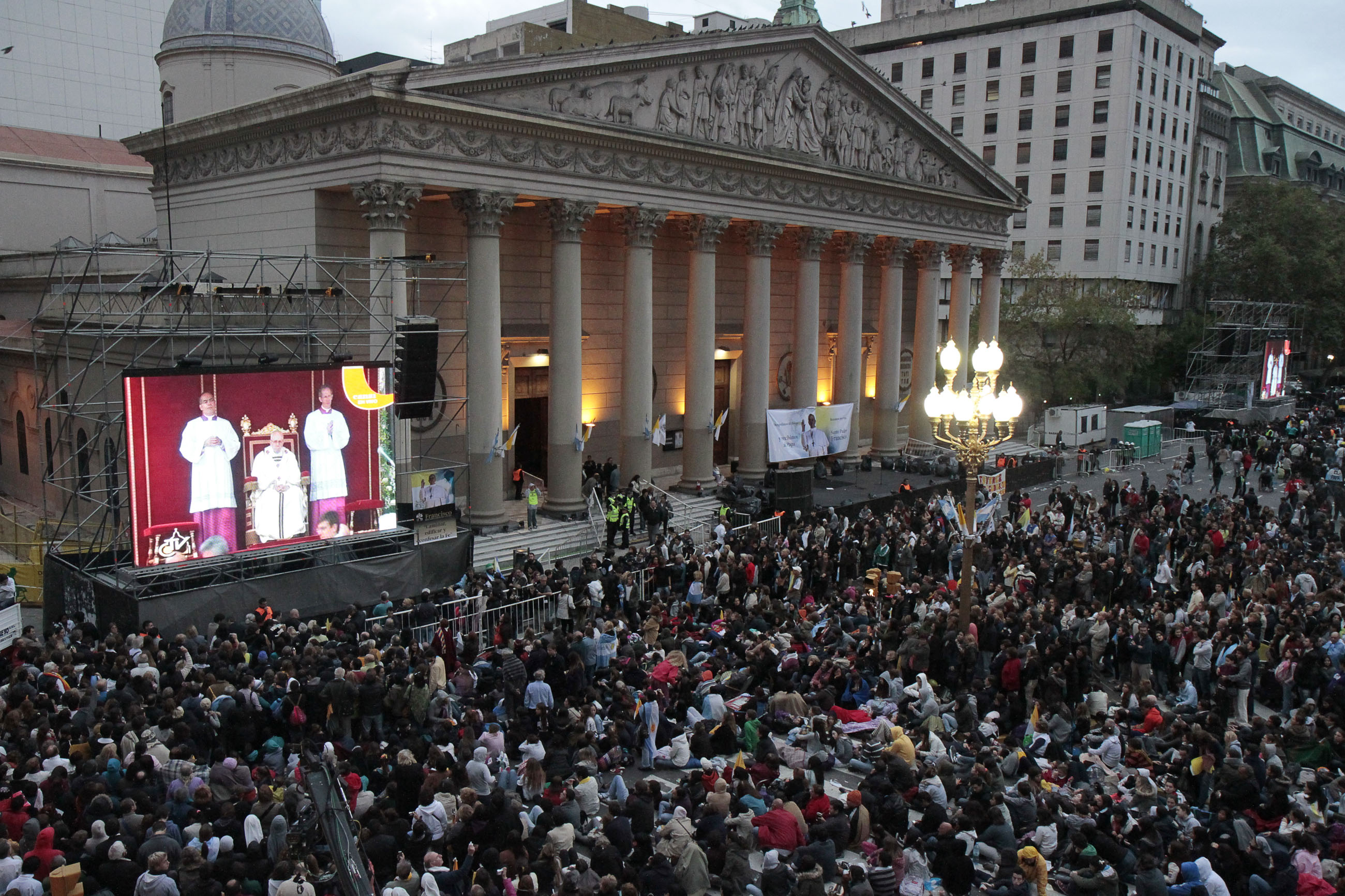
Віруючі-католики перед Кафедральним собором Буенос-Айреса уважно стежать за месою в Римі, яку проводить папа Франциск (2013)

Християнство в Аргентині — найпоширеніша релігія в країні. Станом на 2010 рік в Аргентині діяло понад 30 тисяч християнських церков та проживало понад 34 мільйони християн. Найбільшим напрямком християнства є католицтво.

## Огляд
За даними дослідницького центру Дослідницького центру П'ю 2010 року в Аргентині проживали 34,42 млн християн, які складали 85,2% населення країни. Енциклопедія «Релігії світу» Дж. Р. Мелтона оцінює частку християн 2010 року в 91,9% (37,4 млн). Згідно з опитуванням 2019 року 62,9% аргентинців вважають себе католиками, 15,3% є протестантами, 1,4% опитаних складають свідки Єгови та мормони, 1,2% сповідують інші релігії, 18,9% не сповідують жодної релігії
Найбільшим напрямком християнства в країні є католицтво. Водночас позиції католицької церкви у суспільстві слабшають, а доля євангелістів зросла з 9% у 2008 році до 15 % у 2019. В 2010 році в Аргентині діяли 30,3 тисячі християнських церков і місць богослужіння, які належали до 194 різних деномінацій.
Крім аргентинців, християнами є більшість італійців, креолів, кечуа, галісійців, гуарані, іспанців, мапуче, чилійців, поляків, каталонців, перуанців, вірмен, тоба-ком, уругвайців, діагіта, румунів, бразильців, українців та інших народів, що мешкають у країні.

## Міжконфесійний діалог
Аргентинські християни беруть активну участь у міжконфесійному діалозі. 1938 року в країні була створена Аргентинська федерація євангелічних церков, що об'єднала протестантів. Консервативні євангельські церкви об'єднані в Аргентинський альянс євангельських церков, пов'язаний зі Всесвітнім євангельським альянсом. Нарешті, протестанти, православні та католики об'єднані в Екуменічну комісію християнських церков, засновану 1988 року. Станом на 2015 рік сім аргентинських церков (всі — протестантські) входять до Всесвітньої ради церков.